# 6741 Ліюань
6741 Ліюань (6741 Liyuan) — астероїд головного поясу, відкритий 31 березня 1994 року.
Тіссеранів параметр щодо Юпітера — 3,559.